# Ред-Спрінгс (Вісконсин)
Ред-Спрінгс (англ. Red Springs) — місто (англ. town) в США, в окрузі Шавано штату Вісконсин. Населення — 993 особи (2020).

## Демографія
Згідно з переписом 2010 року, у місті мешкало 925 осіб у 355 домогосподарствах у складі 268 родин. Було 498 помешкань
Расовий склад населення:
| - 51,4 % — корінних американців - 43,2 % — білих - 0,3 % — чорних або афроамериканців - 0,3 % — азіатів |

До двох чи більше рас належало 4,4 %. Частка іспаномовних становила 2,9 % від усіх жителів.
За віковим діапазоном населення розподілялося таким чином: 22,6 % — особи молодші 18 років, 59,0 % — особи у віці 18—64 років, 18,4 % — особи у віці 65 років та старші. Медіана віку мешканця становила 43,5 року. На 100 осіб жіночої статі у місті припадало 97,2 чоловіків;  на 100 жінок у віці від 18 років та старших — 94,6 чоловіків також старших 18 років.
Середній дохід на одне домашнє господарство  становив 58 167 доларів США (медіана — 55 714), а середній дохід на одну сім'ю — 64 300 доларів (медіана — 60 347). Медіана доходів становила 37 500 доларів для чоловіків та 31 719 доларів для жінок. За межею бідності перебувало 16,7 % осіб, у тому числі 32,9 % дітей у віці до 18 років та 5,3 % осіб у віці 65 років та старших.
Цивільне працевлаштоване населення становило 369 осіб. Основні галузі зайнятості: освіта, охорона здоров'я та соціальна допомога — 26,8 %, мистецтво, розваги та відпочинок — 17,6 %, виробництво — 16,8 %.